# Iglesia de San Martino Vescovo (Albiano d'Ivrea)
La iglesia de San Martino Vescovo es la iglesia parroquial de Albiano d'Ivrea, en la ciudad metropolitana de Turín y diócesis de Ivrea, formando parte del vicariato de Serra.

## Historia
Desde su fundación, estuvo directamente bajo la jurisdicción del obispo de Ivrea, quien nombró a su rector sin tener la obligación de consultar a los jefes de familia.El territorio fue reducido en 1443, cuando la localidad de Tina fue retirada de su jurisdicción. 
La primera piedra de la nueva iglesia barroca se colocó en 1773. El edificio, diseñado por el siciliano Francesco Martínez, sobrino del famoso arquitecto Filippo Juvarra, fue terminado en 1787.
En 1972, para adaptar la iglesia parroquial a la normativa posconciliar, se añadió el altar de cara a la asamblea y en 2017 se realizaron obras de restauración del techo.

## Descripción

### Exterior
La fachada de la iglesia, orientada al noroeste y caracterizada por esquinas redondeadas, está dividida por una hilera de cuerdas en dos registros, ambos marcados por pilastras y adornados con espejos; el inferior presenta el portal de entrada coronado centralmente por un mosaico, mientras que en el superior, rematado por una coronación mixtilínea, hay un nicho en el que se aloja una estatua.
Adosado a la iglesia parroquial se encuentra el campanario de planta cuadrada, cada celda tiene una única ventana ojival y está cubierta por un techo a cuatro aguas.

### Interno
El interior del edificio consta de una sola nave, decorada con decoraciones fitomorfas, a la que dan las capillas laterales y cuyos muros están jalonados por pilastras que sostienen el entablamento sobre el que se asienta la bóveda; al fondo de la sala se encuentra el presbiterio, elevado por unos escalones y cerrado por el ábside semicircular.